# Tung Lashor
Tung Lashor je izmišljeni lik iz Mattelove franšize Gospodari svemira. Pripadnik je okrutne rase Ljudi zmija koja je u dalekoj prošlosti pokušala osvojiti čitavu Eterniju, ali ih je zaustavilo moćno Vijeće mudraca i zarobilo u bezvremenskoj dimenziji zvanoj Praznina. Ipak, Tung Lashor i Rattlor su uspjeli izbjeći tu sudbinu pa su kasnije ušli u Hordakovu službu i postali članovi Zle Horde. Budući da su Ljudi zmije kao neprijatelji Herojskih ratnika uvedeni poprilično kasno u liniju igračaka i samu franšizu, balansiranje priče je ostavilo neke nedosljednosti pa je ispalo da su Ljudi zmije zarobljene prije više tisuća godina, a da su Tung Lashor i Rattlor uspjeli preživjeti toliko dugo.

## Povijest lika
Jedan je od zmijolikih humanoidnih zlikovaca koji ima sposobnost izbacivanja svog dugog i otrovnog jezika, kojim se služi kao bičem te onesposobljava neprijatelje svojim otrovom. Kada je oslobođen kralj Hiss nakon mnogih stoljeća zarobljeništva, Tung Lashor i Rattlor su opet iskazali svoju vjernost Hissu i vratili se u njegovu službu.

## Originalni mini stripoviGospodari svemira
Pojavljuje se prvi put kao lik 1985. godine u mini stripu "Kralj Ljudi zmija" (King of the Snake Men). Skeletor odlazi duboko u pećine Zmijske planine gdje nalazi energetski bazen unutar kojeg su zarobljeni Ljudi zmije. Unatoč Kobra Khanovom upozorenju, Skeletor šalje snažnu zraku energije pomoću svog Štapa uništenja u središte bazena, nakon čega iz bazena izlazi oslobođeni kralj Hiss, nemislosrdni vladar Ljudi zmija. Skeletor i kralj Hiss se dogovore o suradnji te uspjevaju dozvati još dvojicu zmijskih ratnika, ali ne iz Praznine, već iz druge dimenzije, s planeta Eterije. Ta dvojica su bili Tung Lashor i Rattlor, dotadašnji članovi Zle Horde. Poslije saznanja o kraljevom oslobođenju, mole ga za oprost što su pristupili Hordaku i zaklinju mu se nanovo na vjernost.

## Televizijska adaptacija lika

### She-Ra: Princeza moći (1985. – 1987.)
U Filmationovoj animiranoj seriji She-Ra: Princeza moći, Tung Lashor je, zajedno s Rattlorom član Zle Horde. Odan je Hordaku, iako njega nervira Tung Lashorovo siktanje i škakljanje zmijskim jezikom. Budući da u ovoj verziji priče Rattlor ne govori, već komunicira isključivo zveckanjem svog zmijskog repa, Tung Lashor je taj koji prevodi što on kaže. Kasnije se Tung Lashor našao u Skeletorovoj službi, premda je i dalje imao simbol Zle Horde na svom oklopu, da bi potom opet prešao u Hordakovu službu.

### He-Man i Gospodari svemira (2002. – 2004.)
U novijoj verziji He-Man i Gospodari svemira s početka 2000-ih, Tung Lashor je ogroman i nezgrapan ratnik, fanatično odan kralju Hsss-u. Prema ovoj verziji priče, Tung Lashor je bio zarobljen tisućama godina u Praznini duboko ispod Zmijske planine, iz koje ga je oslobodio Kobra Khan, daleki potomak Ljudi zmija.

### She-Ra i princeze moći (2018. – 2020.)
Tung Lashor se pojavljuje kao sporedni antagonist u trećoj sezoni Netflixove animirane serije She-Ra i princeze moći iz 2020. godine. Prikazan je kao zmijoliki banditski vođa skupine razbojnika u Grimiznoj Pustoši. Izrazito je visok i snažan, posjeduje borilačke vještine i ima liderske kvalitete. Glavna suparnica za vodstvo nad banditima Grimizne pustoši bila mu je Huntara, ali kasnije ga je porazila Catra i otela mu vodstvom nad razbojnicima.

## Sposobnosti, oružje i moći
Posjeduje sposobnost izbacivanja dugog otrovnog jezika kojim maše i udara kao lasom ili bičem.

## Vanjske poveznice
- Tung Lashor – he-man.fandom.com (engl.)
- Tung Lashor – she-raandtheprincessesofpower.fandom.com (engl.)